# Pandas
pandasは、プログラミング言語Pythonにおいて、データ解析を支援する機能を提供するライブラリである。特に、数表および時系列データを操作するためのデータ構造と演算を提供する。PandasはBSDライセンスのもとで提供されている。

## 特徴
- データ操作のための高速で効率的なデータフレーム (DataFrame) オブジェクト
- メモリ内のデータ構造とその他のフォーマットのデータ間で相互に読み書きするためのツール群。フォーマット例: CSV、テキストファイル、Excel、SQLデータベース、HDF5フォーマットなど
- データの調整および統合された欠損値処理
- データセットの柔軟な変形およびピボット
- ラベルに基づいたスライス、fancyインデクシング、巨大なデータセットのサブセット取得
- データセットに対するsplit-apply-combine操作を可能にするエンジンが提供するpowerful groupを使ったデータの集計および変換
- 高性能なデータセットのマージと結合
- 時系列データ: 日付範囲生成[4]、周波数変換、移動窓を用いた統計値や線形回帰、シフトと遅延、など
- パフォーマンスのための高度な最適化。重要なコードはCythonまたはC言語で実装されている[5]。

## 歴史
開発者であるWes McKinneyは、財務データを定量分析するための高性能で柔軟なツールを欲しており、AQR Capital Managementにて2008年にpandasの開発を開始した。 AQRを去る前に上司を説得し、ライブラリの一般公開が可能となった。
別のAQR従業員であるChang Sheは、2012年からこのライブラリの２番目の主要コントリビューターとなった。同時期に、Pythonコミュニティでライブラリが普及し、さらに多くのコントリビューターがプロジェクトに加わることになった。
2015年、pandasはNumFOCUS（アメリカ合衆国における501(c)(3)非営利慈善団体）の財政出資プロジェクトとして署名した。